# Дефейс

Дефейс сайта MediaWiki

Deface (англ. deface — уродовать, искажать) — тип хакерской атаки, при которой главная (или другая важная) страница веб-сайта заменяется на другую — как правило, вызывающего вида (реклама, предупреждение, угроза, интернет-мем…). Зачастую доступ ко всему остальному сайту блокируется, или же прежнее содержимое сайта вовсе удаляется.
Некоторые взломщики делают deface сайта для получения признания в хакерских кругах, повышения своей известности или для того, чтобы указать администратору сайта на уязвимость.
Один из самых известных случаев относится ко второй половине 1990-х годов, когда была взломана домашняя страница Центрального разведывательного управления (ЦРУ). В течение трёх дней на сайте висел заголовок «Центральное управление идиотов». В 2003 году хакеры вновь пытались взломать тысячи веб-сайтов, о чём предупреждала американская администрация и компьютерные эксперты.